# Kyle Bennett
Kyle Ray Bennett (ur. 25 września 1979 w Conroe – zm. 14 października 2012 tamże) – amerykański kolarz BMX, trzykrotny mistrz świata.

## Kariera
Pierwszy sukces w karierze Kyle Bennett osiągnął w 2002 roku, kiedy zwyciężył w kategorii elite podczas mistrzostw świata w Paulinii. W zawodach tych bezpośrednio wyprzedził swego rodaka Randy'ego Stumpfhausera oraz Australijczyka Wade'a Bootesa. Tytuł ten Amerykanin obronił na rozgrywanych rok później mistrzostwach w Perth, a na mistrzostwach w Valkenswaard w 2004 roku był piąty. Ostatni medal zdobył podczas mistrzostw świata w Victorii w 2007 roku, gdzie po raz trzeci zwyciężył w wyścigu elite. W 2008 roku wziął udział w igrzyskach olimpijskich w Pekinie, ale nie awansował do finału.
Zginął 14 października 2012 roku w wypadku samochodowym.